# Shirley Mitchell
Shirley Mitchell (ur. 4 listopada 1919 w Toledo w stanie Ohio, zm. 11 listopada 2013 w Westwood w stanie Kalifornia) – amerykańska aktorka filmowa i telewizyjna.

## Filmografia
seriale
- 1950: The Jack Benny Program jako Mabel
- 1957: Bachelor Father jako Kitty Deveraux
- 1969: The Debbie Reynolds Show jako Marion
- 1990: Bajer z Bel-Air jako Pani Lang

film
- 1949: Trottie True
- 1957: Spring Reunion jako Recepcjonista
- 1983: Dziecko innej kobiety jako Lady in Boutique
- 2009: You Know the Face